# Aciclovir
Aciclovir este un medicament antiviral, folosit în cele mai multe cazuri în tratamentul: infecțiilor cu virusul herpes simplex, în varicelă și zona zoster.  Căile de administrare sunt oral, intravenos sau topic (aplicarea sub formă de cremă).
Ajunsă în celula infectată de virus, substanța medicamentoasă se transformă în forma sa activă, aciclovir-trifosfat, care acționează ca inhibitor al sintezei de ADN viral.
Printre cele mai frecvente reacții adverse se numără amețeala, greața și diareea. Reacțiile mai puțin frecvente includ probleme ale rinichilor și scăderea numărului de plachete sanguine (trombocitopenie).